# Барліг (печера)
Барліг (рос. Берлога) — печера в Узбекистані, на гірському хребті Байсунтау, південні відроги Гісарського хребта гірської системи Паміро-Алаю. Печера комплексного (горизонтально-вертикального) типу простягання. Загальна протяжність — 1500 м. Глибина печери становить 160 м. Категорія складності проходження ходів печери — 2Б.